# Björkö (Öckerö)
 For alternative betydninger, se Björkö. (Se også artikler, som begynder med Björkö)
57°44′18.359″N 11°40′49.897″Ø / 57.73843306°N 11.68052694°Ø
Björkö er en by og en ø i Öckerö kommun i Göteborgs nordlige skærgård, i Västra Götalands län i landskapet Bohuslän i Sverige. Øen er på 5,5 kvadratkilometer, og havde i 2005 1.409 indbyggere. På den nordlige del af øen findes gamle forsvarsanlæg fra kystartilleriet som skulle beskytte den nordlige sejlrende ind til Göteborgs havn.